# Février 1960

## Événements
- Deux membres de l’Union nationale mauritanienne sont arrêtés pour avoir préconisé l’union de leur pays avec la Fédération du Mali.
- Voyage d’Eisenhower en Amérique latine.
- Février - Mars : agitation paysanne en France. Barrages de routes contre l’abandon de l’indexation des prix agricoles.

- 1er février :
  - Aux États-Unis, début des mouvements de sit-in des militants pour les droits civiques. Ces techniques sont inspirées des mouvements indiens de non-violence. Le premier « sit-in » d’étudiants Noirs a lieu à Greensboro, Caroline du Nord.
  - Les Israéliens occupent une base militaire syrienne dans la zone démilitarisée. C'est la plus importante action militaire depuis 1956.

- 2 février : 
  - En France, concernant l'Algérie, l'Assemblée nationale vote les pleins pouvoirs au gouvernement Michel Debré pour un an.
  - Le sénat américain approuve le 23e amendement prévoyant l'interdiction de l'impôt local.

- 3 février : discours de Harold MacMillan (Wind of change) en Afrique du Sud [1].

- 4 février : la révolution cubaine se rapproche de l’Union soviétique et rompt avec les États-Unis. Fidel Castro réclame aux États-Unis une assistance économique exorbitante de 30 milliards de dollars, qui lui est refusée. Il se tourne alors vers l’URSS qui lui accorde une aide de 100 millions de dollars et promet d’acheter 4 millions de tonnes de sucre par an.

- 5 février :
  - En France, éviction de Jacques Soustelle et de Bernard Cornut-Gentille du gouvernement Michel Debré.
  - Le plus grand synchrotron du monde pour la recherche nucléaire (25-milliards d'électron-volt), est inauguré à Meyrin dans la banlieue de Genève (Suisse) par un groupement de 13 nations européennes.

- 6 février :
  - En Birmanie, U Nu, vainqueur des élections, retrouve le pouvoir et remplace le Premier ministre Ne Win.
  - Trois pays d'Amérique latine (Salvador, Guatemala et Honduras) signent un traité d'association économique.

- 7 février :
  - De nouveaux textes bibliques sont découverts en Israël.
  - 50e anniversaire de la création du scoutisme.
  - Premier grand prix de F1 de la saison 1960 en Argentine, remporté par Bruce McLaren sur Cooper-Climax.

- 9 février : le président Eisenhower demande au congrès de voter « un programme de soutien à l'agriculture, adapté, économiquement viable et basé sur les soutiens à des niveaux de prix réalistes ».

- 12 février : le président Eisenhower demande au Comité consultatif scientifique de lui présenter un rapport circonstancié sur l'utilisation des additifs chimiques  par l'industrie agro-alimentaire.

- 13 février : 
  - La France fait exploser sa première bombe atomique sur le site d'Hamoudia près de Reggane, dans le Sahara algérien. Le tir de cette bombe A — baptisée « Gerboise bleue » — est effectué du haut d'une tour de 100 mètres. L'explosion contaminera une zone de 150 kilomètres de diamètre. Le Maroc proteste énergiquement. Cet essai permet à la France de devenir la quatrième puissance atomique du monde. Le général de Gaulle salue l'exploit en s'exclamant : « Hourra pour la France ! Depuis ce matin, elle est plus forte et plus fière. ». Cet essai sera suivi par 210 autres explosions avant que la France ne signe le 24 septembre 1996, le Traité d'interdiction complète des essais nucléaires.
  - Accord économique entre Cuba et l'URSS.

- 14 février :  pour lutter contre la récession aux États-Unis, le conseil exécutif de l'AFL-CIO propose d'allèger le contrôle des crédits, de développer un programme de constructions aidées, d'augmenter les dépenses militaires, d'augmenter les salaires et d'engager une réforme fiscale.

- 15 février :  l'URSS commence la construction d'une nouvelle base de lancement de missiles près de Sverdlovsk, un centre minier de l'Oural.

- 17 février : le Président Eisenhower approuve le programme de la CIA de formation des exils cubains dans le but de renverser le gouvernement de Fidel Castro.

- 18 février : 
  - Traité de Montevideo instituant une Association latino-américaine de libre commerce (ALALC) réunissant l’Argentine, le Chili, le Brésil et l’Uruguay. L’ensemble des pays d’Amérique du Sud et le Mexique la rejoindront avant 1968. Son objectif et de faciliter les échanges commerciaux par la négociation produit par produit et l’établissement d’une zone de libre-échange en 12 ans.
  - Ouverture des 8e Jeux olympiques d'hiver à Squaw Valley en Californie.

- 19 février : naissance du Prince Andrew, second fils de la reine Élisabeth II.

- 20 février : la Croix-Rouge prévoit un risque de paralysie permanente pour beaucoup de personnes parmi les 10 000 Marocains qui ont été empoisonnés l'année auparavant par de l'huile de cuisine souillée avec du lubrifiant de moteur à haute teneur en phosphate.

- 21 février : 
  - Un tremblement de terre destructeur frappe Melouza en Algérie.
  - Fidel Castro nationalise toutes les entreprises industrielles cubaines.
  - Décès de Jacques Becker, cinéaste français (réalisateur, acteur, scénariste).
  - Décès de l'astronome américain Samuel Mitchell (85 ans). Il a calculé la distance de plus d'un millier d'étoiles.

- 22 février : 
  - Réforme du mariage, dans les Émirats arabes unis, facilitant le divorce pour les hommes musulmans (divorce à convenance personnelle sans décret de justice) et accordant aux épouses rejetées, une pension alimentaire, seulement pour des abus bien définis.
  - Décès de Paul-Émile Borduas (54 ans), peintre québécois surréaliste puis abstrait.

- 24 février : arrestation de responsables du FLN en métropole et de membres du "réseau Jeanson" d'aide au FLN (les "porteurs de valise"). Francis Jeanson publie en juin Notre guerre (Minuit), où il justifie son action de soutien au FLN. Le livre sera saisi le 29 juin.

- 25 février :une collision aérienne près de Rio de Janeiro cause la mort de 26 Brésiliens et de 35 marines américains.

- 28 février : création à Atlanta du mouvement des chevaliers du Ku Klux Klan regroupant les mouvements racistes disparates de 17 états méridionaux.

- 29 février :
  - La Cour suprême des États-Unis confirme le droit de vote des noirs.
  - Un tremblement de terre de magnitude 6,7 fait plus de 12 000 victimes à Agadir au Maroc (voir Tremblement de terre d'Agadir de 1960)[2].

## Naissances
- 3 février : André Antoine, homme politique belge de langue française.
- 7 février : James Spader, acteur américain.
- 9 février : Peggy Whitson, astronaute américaine.
- 10 février : Mohamed Seddik Mokrani, footballeur algérien.
- 11 février : Richard A. Mastracchio, astronaute américain.
- 14 février : Walt Poddubny, joueur professionnel et entraîneur de hockey.
- 16 février : Sam Rubin, journaliste américain († 10 mai 2024).
- 17 février : Lindy Ruff, ancien joueur professionnel de hockey.
- 19 février : prince Andrew, second fils de la reine Élisabeth II.
- 25 février : David McGuinty, politicien fédéral et frère du Premier ministre de l'Ontario depuis 2003 Dalton McGuinty.
- 28 février : Dorothy Stratten, actrice.
- 29 février : Cheb Khaled, chanteur, compositeur algérien et multi-instrumentiste de raï algérien.

## Décès
- 10 février : Aloysius Stepinac, cardinal croate, archevêque de Zagreb (° 8 mai 1898).
- 12 février : Jean-Michel Atlan, peintre français.
- 16 février : 
  - Adolphe Beaufrère, peintre et graveur français.
  - James Alexander Murray, premier ministre du Nouveau-Brunswick.
- 21 février :
  - Jacques Becker, réalisateur, acteur, scénariste français (° 1906).
  - Samuel Mitchell, astronome (Il a calculé la distance de plus d'un millier d'étoiles), américain.
- 22 février : Paul-Émile Borduas, peintre surréaliste puis abstrait québécois. Signataire du refus global (° 1905).